# Angico
Angico is een gemeente in de Braziliaanse deelstaat Tocantins. De gemeente telt 3.300 inwoners (schatting 2009).